# Pleistomollusca
Clade
Les pléistomollusques (ou Pleistomollusca) sont un clade de l'embranchement des mollusques. 
Le clade regroupe les gastéropodes et les bivalves, deux groupes représentant plus de 95% des espèces de mollusques connues. 
Une étude phylogénomique récente indique toutefois que les Scaphopodes seraient le groupe frère des Gastéropodes et devraient donc être inclus au sein des Pleistomollusca.

## Étymologie
Le terme pléistomollusque vient du grec ancien :  πλειστος (pleistos « le plus nombreux »), et du latin mollusca, dérivé de mollis, « mou ».
Le préfixe "pléisto" a été choisi en référence à la grande diversité de ce clade.  

## Synapomorphies
L'établissement de ce clade repose principalement sur des analyses moléculaires, bien que certaines synapomorphies morphologiques aient également été proposées : les muscles rétracteurs larvaires, un anneau de muscle velum, et peut-être la perte de la racine à la base des corps basaux dans leurs cils locomoteurs.

## Publication originale
- (en) Kevin M. Kocot, Johanna T Cannon, Christiane Todt, Mathew R. Citarella, Andrea B. Kohn, Achim Meyer, Scott R. Santos, Christoffer Schander, Leonid L Moroz, Bernhard Lieb et Kenneth M Halanych, « Phylogenomics reveals deep molluscan relationships », Nature, NPG et Springer Science+Business Media, vol. 477, no 7365,‎ 4 septembre 2011, p. 452-456 (ISSN 1476-4687 et 0028-0836, OCLC 01586310, PMID 21892190, PMCID 4024475, DOI 10.1038/NATURE10382).